# 2024年T1聯盟總冠軍賽
2024年T1聯盟總冠軍賽是T1聯盟2023-24賽季總冠軍系列賽以及2024年季後賽最後一輪系列賽，比賽採用七戰四勝制。總冠軍賽由臺北戰神對戰台啤永豐雲豹，系列賽於2024年5月24日至6月1日舉行。6月1日，台啤永豐雲豹以4比0擊敗臺北戰神，奪得2023-24賽季年度總冠軍，總冠軍賽MVP則由台啤永豐雲豹卡森斯獲得。

## 對陣圖
|  | 四強賽 | 四強賽       | 四強賽 |              |   | 總冠軍賽 | 總冠軍賽 | 總冠軍賽 |  |
|  |        |              |        |              |   |          |          |          |  |
|  | 1      | 新北中信特攻 | 2      |              |   |          |          |          |  |
|  | 1      | 新北中信特攻 | 2      |              |   |          |          |          |  |
|  | 4      | 臺北戰神     | 3      |              |   |          |          |          |  |
|  | 4      | 臺北戰神     | 3      |              | 4 | 臺北戰神 | 0        |          |  |
|  |        |              |        |              | 4 | 臺北戰神 | 0        |          |  |
|  |        |              | 2      | 台啤永豐雲豹 | 4 |          |          |          |  |
|  | 2      | 台啤永豐雲豹 | 2      | 台啤永豐雲豹 | 4 | 3        |          |          |  |
|  | 2      | 台啤永豐雲豹 |        |              |   |          |          |          |  |
|  | 3      | 高雄全家海神 | 0      |              |   |          |          |          |  |

粗體表示系列賽贏家

## 例行賽對戰紀錄
| 2023年11月19日 |

| 詳細數據 |

| 臺北戰神 99–102 台啤永豐雲豹 |

| 2023年12月2日 |

| 詳細數據 |

| 臺北戰神 111–104 台啤永豐雲豹 |

| 2023年12月24日 |

| 詳細數據 |

| 台啤永豐雲豹 109–102 臺北戰神 |

| 2023年12月31日 |

| 詳細數據 |

| 台啤永豐雲豹 120–113 臺北戰神 |

| 2024年3月24日 |

| 詳細數據 |

| 台啤永豐雲豹 96–126 臺北戰神 |

| 2024年4月20日 |

| 詳細數據 |

| 臺北戰神 96–101 台啤永豐雲豹 |

| 2024年4月21日 |

| 詳細數據 |

| 臺北戰神 91–79 台啤永豐雲豹 |

## 賽事過程

### 第一場
| 2024年5月24日 19:00 |

| 詳細數據 |

| 臺北戰神 101–106 台啤永豐雲豹                                       |  |                                                                     |
| 每節分數： 25–36、33–19、25–28、18–23                               |  |                                                                     |
| 得分： 林秉聖（25） 篮板： 科倫紐克（12） 助攻： 陳文宏 / 恩多（5） |  | 得分： 卡森斯 / 克羅馬（30） 篮板： 卡森斯（15） 助攻： 克羅馬（7） |
| 台啤永豐雲豹以1比0領先                                              |  |                                                                     |

### 第二場
| 2024年5月26日 14:00 |

| 詳細數據 |

| 臺北戰神 107–112 台啤永豐雲豹                            |  |                                                                              |
| 每節分數： 32–19、22–30、20–26、33–37                    |  |                                                                              |
| 得分： 林秉聖（38） 篮板： 強森（15） 助攻： 林秉聖（8） |  | 得分： 高錦瑋 / 卡森斯（27） 篮板： 卡森斯（12） 助攻： 蔣淯安 / 克羅馬（4） |
| 台啤永豐雲豹以2比0領先                                   |  |                                                                              |

### 第三場
| 2024年5月30日 19:00 |

| 詳細數據 |

| 台啤永豐雲豹 94–79 臺北戰神                                         |  |                                                        |
| 每節分數： 33–18、19–20、26–16、16–25                               |  |                                                        |
| 得分： 蔣淯安 / 克羅馬（21） 篮板： 卡森斯（15） 助攻： 克羅馬（7） |  | 得分： 林秉聖（24） 篮板： 強森（12） 助攻： 強森（7） |
| 台啤永豐雲豹以3比0聽牌                                              |  |                                                        |

### 第四場
| 2024年6月1日 14:00 |

| 詳細數據 |

| 台啤永豐雲豹 108–80 臺北戰神                               |  |                                                               |
| 每節分數： 27–26、28–17、20–23、33–14                      |  |                                                               |
| 得分： 克羅馬（36） 篮板： 卡森斯（24） 助攻： 高錦瑋（7） |  | 得分： 強森（30） 篮板： 強森（14） 助攻： 強森 / 曹薰襄（5） |
| 台啤永豐雲豹以4比0奪得2023-24賽季年度總冠軍                |  |                                                               |

## 球員名單
臺北戰神
台啤永豐雲豹

## 外部連結
- 官方网站